# Tenis na Letních olympijských hrách 2020 – ženská čtyřhra

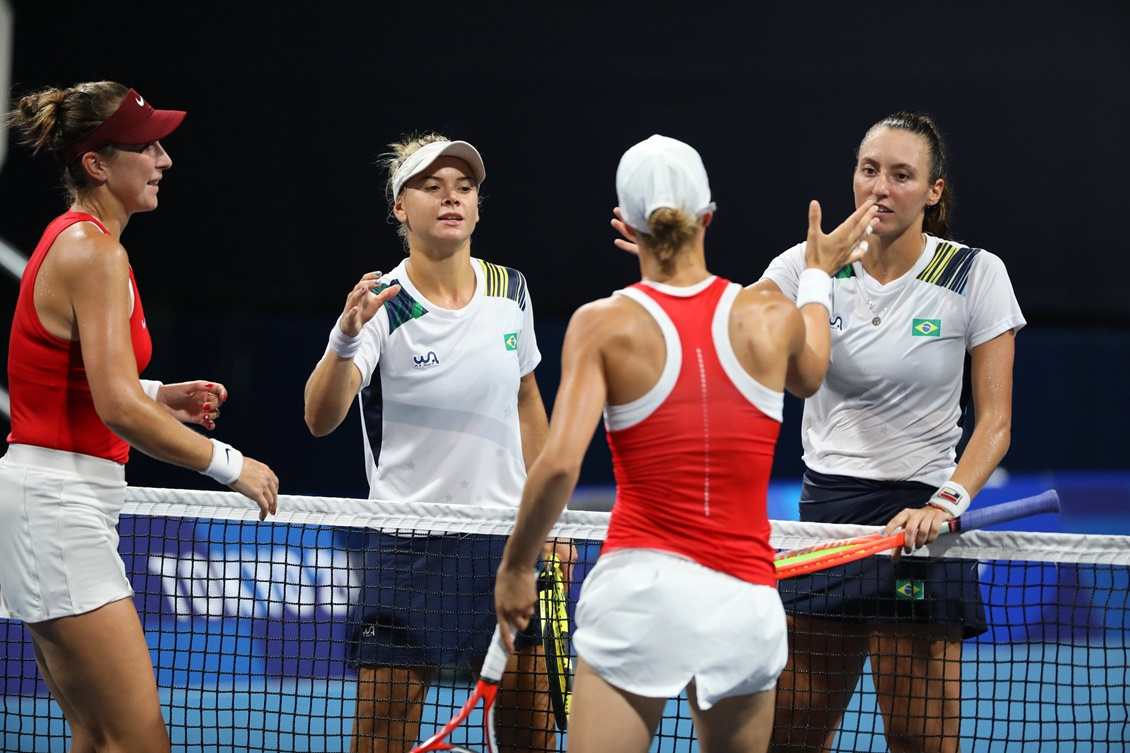
Podání rukou Brazilek Pigossiové se Stefaniovou (čelem v bílomodrém oděvu) po semifinálové prohře se Švýcarkami Bencicovou a Golubicovou

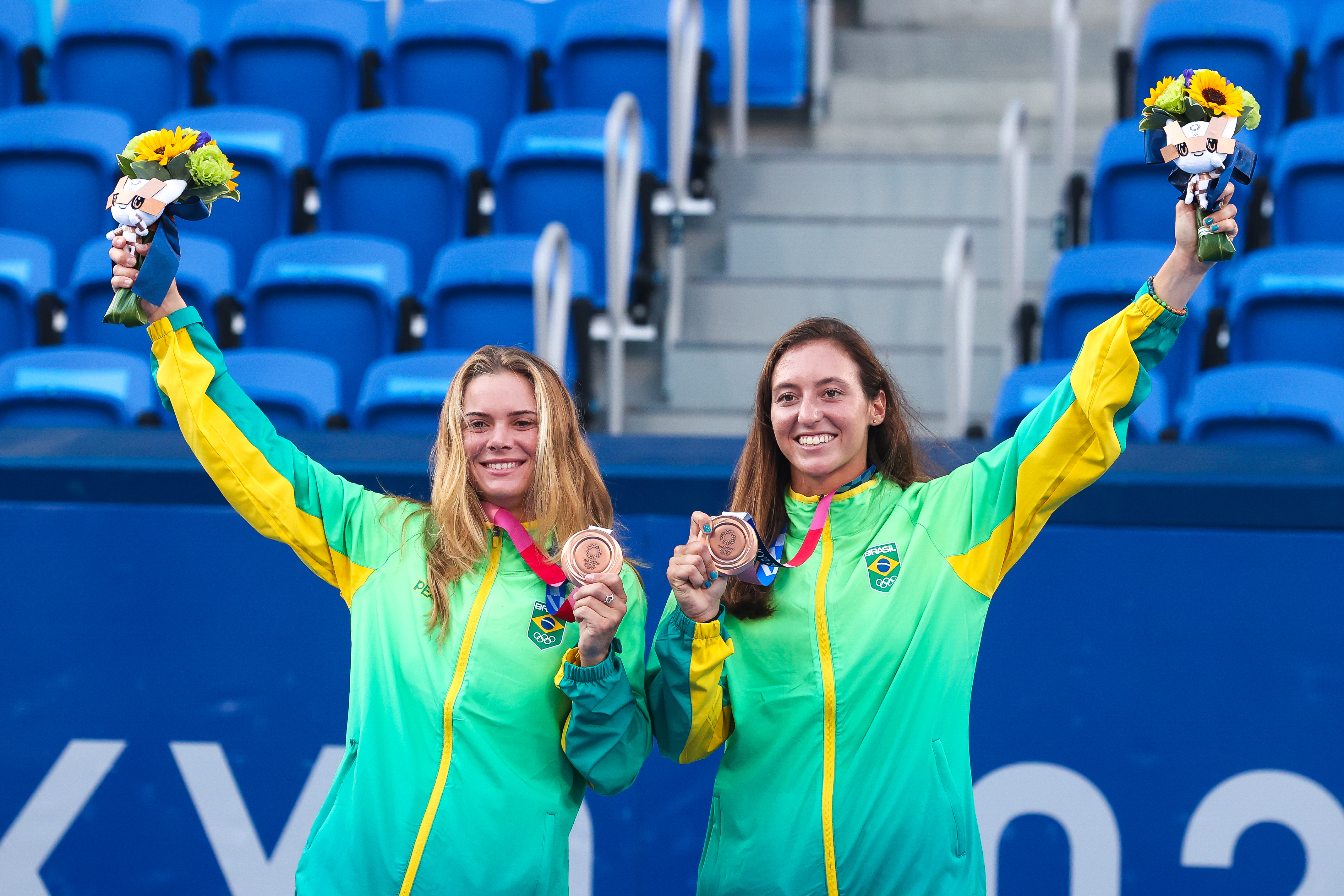
Bronzové medailistky Laura Pigossiová a Luisa Stefaniová

Ženská čtyřhra na Letních olympijských hrách 2020 probíhala od 24. července do 1. srpna 2021. Do deblové soutěže tokijského olympijského turnaje nastoupilo třicet dva párů. Dějištěm se staly dvorce s tvrdým povrchem DecoTurf v Tenisovém parku Ariake. Letní olympijské hry 2020 byly o rok odloženy kvůli pandemii covidu-19. Vzhledem k obnovení japonského nouzového stavu pro sílící epidemii v oblasti Tokia se hry konaly bez diváků. Obhájkyně zlatých medailí, Rusky Jekatěrina Makarovová a Jelena Vesninová, nestartovaly společně. Makarovová ukončila v lednu 2020 profesionální kariéru. Spoluhráčkou Vesninové se stala Veronika Kuděrmetovová, s níž prohrála zápas o bronzovou medaili.
Olympijský turnaj pořádaly Mezinárodní tenisová federace a Mezinárodní olympijský výbor. Ženská čtyřhra byla součástí profesionálního okruhu WTA Tour. Tenistky si do žebříčku nepřipsaly žádné body. Hrálo se na dva vítězné sety. Tiebreak uzavíral první dva sety za stavu her 6–6. Případnou rozhodující sadu poprvé tvořil supertiebreak.
Ženská čtyřhra se hrála na jedenáctém z šestnácti řádných ročníku turnaje. Nejdříve byla do programu olympijských her zařazena v letech 1920 a 1924. Od návratu tenisu do rodiny olympijských sportů v roce 1988 se stala jejich pravidelnou součástí. V roce 1968 se uskutečnil ukázkový turnaj s exhibicí. 
Olympijskými vítězkami se staly nejvýše nasazené Češky Barbora Krejčíková s Kateřinou Siniakovou, které ve finále zdolaly Švýcarky Belindu Bencicovou a Viktoriji Golubicovou po dvousetovém průběhu 7–5 a 6–1. Pro Česko vybojovaly první zlatou olympijskou medaili v tenise. Navázaly tak na stříbrné kovy Novotné se Sukovou na LOH 1996 a Hlaváčkovou s Hradeckou z LOH 2012. Bronzové medaile ze stejné soutěže získaly Šafářová se Strýcovou na LOH 2016. Celkově se jednalo o osmou tenisovou medaili pro Česko zpod pěti kruhů. V rámci okruhu WTA Tour si Krejčíková se Siniakovou připsaly devátý společný titul a první od triumfu na French Open 2021.
Stříbrné medaile získaly Švýcarky Bencicová s Golubicovou, které na deblovém žebříčku WTA figurovaly mimo první světovou stovku. Bencicová navázala na olympijské zlato z dvouhry a pro Golubicovou to byl první olympijský kov. Na prahu vyřazení se ocitly již ve druhém kole, kde proti Španělkám Muguruzaové a Suárezové Navarrové odvrátily mečbol v supertiebreaku. Švýcarský pár Hingisová a Bacsinszká prohrál finále i na předchozích Letních olympijských hrách 2016 v Riu de Janeiru.
Bronzové medaile připadly překvapivě Brazilkám Lauře Pigossiové a Luise Stefaniové po výhře nad zástupkyněmi Ruského olympijského výboru Veronikou Kuděrmetovovou a obhájkyní vítězství Jelenou Vesninovou. Rozhodující supertiebreak ovládly poměrem [11–9] poté, co odvrátily od stavu [5–9] čtyři mečboly v řadě. Na pokraji vyřazení přitom byly už ve druhém kole, kde musely stejný počet mečbolů odvracet proti Češkám Karolíně  Plíškové a Markétě Vondroušové. Pigossiová se Stefaniovou se tak staly prvními brazilskými olympioniky, kteří vybojovali medaile v tenise.

## Harmonogram
| Harmonogram      | Harmonogram  | Harmonogram  | Harmonogram  | Harmonogram  | Harmonogram  | Harmonogram  | Harmonogram  | Harmonogram  | Harmonogram  | Harmonogram  | Harmonogram  | Harmonogram |
| Datum            | 24. července | 25. července | 26. července | 27. července | 27. července | 28. července | 29. července | 30. července | 30. července | 31. července | 31. července | 1. srpna    |
| Zahájení (UTC+9) | 11:00        | 11:00        | 11:00        | 11:00        | 11:00        | 15:00        | 15:00        | 15:00        | 15:00        | 15:00        | 15:00        | 15:00       |
| ---------------- | ------------ | ------------ | ------------ | ------------ | ------------ | ------------ | ------------ | ------------ | ------------ | ------------ | ------------ | ----------- |
| Ženská čtyřhra   | 1. kolo      | 1. kolo      | 2. kolo      | 2. kolo      | čtvrtfinále  | čtvrtfinále  | semifinále   | —            | —            | o bronz      | o bronz      | o zlato     |

## Nasazení párů
1.    Barbora Krejčíková (CZE) /  Kateřina Siniaková (CZE) (vítězky, zlatá medaile)
 2.    Šúko Aojamová (JPN) /  Ena Šibaharaová (JPN) (1. kolo)
 3.   Kiki Bertensová (NED) /  Demi Schuursová (NED) (2. kolo)
 4.    Bethanie Matteková-Sandsová (USA) /  Jessica Pegulaová (USA) (čtvrtfinále)
 5.   Čan Chao-čching (TPE) /  Latisha Chan (TPE) (1. kolo)
 6.    Ashleigh Bartyová (AUS) /  Storm Sandersová (AUS) (čtvrtfinále)
 7.   Gabriela Dabrowská (CAN) /  Sharon Fichmanová (CAN) (1. kolo)
 8.    Nicole Melicharová (USA) /  Alison Riskeová (USA) (1. kolo)

## Pavouk
| Legenda                                                            |                                                |
| - ITF – pozvání ITF - PR – žebříčková ochrana - d – diskvalifikace | - Alt – náhradník - r – skreč - w/o – bez boje |

### Finálová fáze
|  | Semifinále | Semifinále                                            | Semifinále                                           | Semifinále | Semifinále |   |    | Finále o zlatou medaili                               | Finále o zlatou medaili                         | Finále o zlatou medaili   | Finále o zlatou medaili   | Finále o zlatou medaili   |
|  |            |                                                       |                                                      |            |            |   |    |                                                       |                                                 |                           |                           |                           |
|  | 1          | Barbora Krejčíková (CZE) · Kateřina Siniaková (CZE)   | 6                                                    | 3          | [10]       |   |    |                                                       |                                                 |                           |                           |                           |
|  | PR         | Veronika Kuděrmetovová (ROC) · Jelena Vesninová (ROC) | 3                                                    | 6          | [6]        |   |    |                                                       |                                                 |                           |                           |                           |
|  | PR         | Veronika Kuděrmetovová (ROC) · Jelena Vesninová (ROC) | 3                                                    | 6          | [6]        |   | 1  | Barbora Krejčíková (CZE) · Kateřina Siniaková (CZE)   | 7                                               | 6                         |                           |                           |
|  |            |                                                       |                                                      |            |            |   | 1  | Barbora Krejčíková (CZE) · Kateřina Siniaková (CZE)   | 7                                               | 6                         |                           |                           |
|  |            |                                                       | Belinda Bencicová (SUI) · Viktorija Golubicová (SUI) | 5          | 1          |   |    |                                                       |                                                 |                           |                           |                           |
|  |            | Laura Pigossiová (BRA) · Luisa Stefaniová (BRA)       | Belinda Bencicová (SUI) · Viktorija Golubicová (SUI) | 5          | 1          | 5 | 3  |                                                       |                                                 |                           |                           |                           |
|  |            | Laura Pigossiová (BRA) · Luisa Stefaniová (BRA)       |                                                      |            |            | 5 | 3  |                                                       |                                                 |                           |                           |                           |
|  |            | Belinda Bencicová (SUI) · Viktorija Golubicová (SUI)  | 7                                                    | 6          |            |   |    | Zápas o bronzovou medaili                             | Zápas o bronzovou medaili                       | Zápas o bronzovou medaili | Zápas o bronzovou medaili | Zápas o bronzovou medaili |
|  |            |                                                       |                                                      |            |            |   | PR | Veronika Kuděrmetovová (ROC) · Jelena Vesninová (ROC) | 6                                               | 4                         | [9]                       |                           |
|  |            |                                                       |                                                      |            |            |   |    |                                                       | Laura Pigossiová (BRA) · Luisa Stefaniová (BRA) | 4                         | 6                         | [11]                      |

### Horní polovina
| První kolo | První kolo                              | První kolo | První kolo | První kolo |  |  | Druhé kolo | Druhé kolo                              | Druhé kolo | Druhé kolo | Druhé kolo |  |  | Čtvrtfinále | Čtvrtfinále                            | Čtvrtfinále | Čtvrtfinále | Čtvrtfinále |  |  | Semifinále | Semifinále                             | Semifinále | Semifinále | Semifinále |
|            |                                         |            |            |            |  |  |            |                                         |            |            |            |  |  |             |                                        |             |             |             |  |  |            |                                        |            |            |            |
| 1          | B Krejčíková (CZE) · K Siniaková (CZE)  | 6          | 6          |            |  |  |            |                                         |            |            |            |  |  |             |                                        |             |             |             |  |  |            |                                        |            |            |            |
|            | J-ť Sie (TPE) · Č-j Su (TPE)            | 2          | 1          |            |  |  | 1          | B Krejčíková (CZE) · K Siniaková (CZE)  | 6          | 5          | [10]       |  |  |             |                                        |             |             |             |  |  |            |                                        |            |            |            |
|            | G Olmos (MEX) · R Zarazúa (MEX)         | 2          | 7          | [7]        |  |  |            | P Badosa (ESP) · S Sorribes Tormo (ESP) | 2          | 7          | [5]        |  |  |             |                                        |             |             |             |  |  |            |                                        |            |            |            |
|            | P Badosa (ESP) · S Sorribes Tormo (ESP) | 6          | 64         | [10]       |  |  |            |                                         |            |            |            |  |  | 1           | B Krejčíková (CZE) · K Siniaková (CZE) | 3           | 6           | [10]        |  |  |            |                                        |            |            |            |
|            | I-f Sü (CHN) · Č-s Jang (CHN)           | 4          | 6          | [18]       |  |  |            |                                         |            |            |            |  |  | 6           | A Barty (AUS) · S Sanders (AUS)        | 6           | 4           | [7]         |  |  |            |                                        |            |            |            |
|            | A Krunić (SRB) · N Stojanović (SRB)     | 6          | 4          | [16]       |  |  |            | I-f Sü (CHN) · Č-s Jang (CHN)           | 4          | 4          |            |  |  |             |                                        |             |             |             |  |  |            |                                        |            |            |            |
|            | N Hibino (JPN) · M Ninomija (JPN)       | 1          | 2          |            |  |  | 6          | A Barty (AUS) · S Sanders (AUS)         | 6          | 6          |            |  |  |             |                                        |             |             |             |  |  |            |                                        |            |            |            |
| 6          | A Barty (AUS) · S Sanders (AUS)         | 6          | 6          |            |  |  |            |                                         |            |            |            |  |  |             |                                        |             |             |             |  |  | 1          | B Krejčíková (CZE) · K Siniaková (CZE) | 6          | 3          | [10]       |
| 3          | K Bertens (NED) · D Schuurs (NED)       | 7          | 5          | [11]       |  |  |            |                                         |            |            |            |  |  |             |                                        |             |             |             |  |  | PR         | V Kuděrmetova (ROC) · J Vesnina (ROC)  | 3          | 6          | [6]        |
|            | C Garcia (FRA) · K Mladenovic (FRA)     | 64         | 7          | [9]        |  |  | 3          | K Bertens (NED) · D Schuurs (NED)       | 2          | 6          | [7]        |  |  |             |                                        |             |             |             |  |  |            |                                        |            |            |            |
| PR         | V Kuděrmetova (ROC) · J Vesnina (ROC)   | 6          | 7          |            |  |  | PR         | V Kuděrmetova (ROC) · J Vesnina (ROC)   | 6          | 3          | [10]       |  |  |             |                                        |             |             |             |  |  |            |                                        |            |            |            |
|            | A-L Friedsam (GER) · L Siegemund (GER)  | 2          | 5          |            |  |  |            |                                         |            |            |            |  |  | PR          | V Kuděrmetova (ROC) · J Vesnina (ROC)  | 6           | 6           |             |  |  |            |                                        |            |            |            |
|            | L Kičenok (UKR) · N Kičenok (UKR)       | 0          | 7          | [10]       |  |  |            |                                         |            |            |            |  |  |             | L Kičenok (UKR) · N Kičenok (UKR)      | 2           | 1           |             |  |  |            |                                        |            |            |            |
| PR         | S Mirza (IND) · A Raina (IND)           | 6          | 60         | [8]        |  |  |            | L Kičenok (UKR) · N Kičenok (UKR)       | 7          | 6          |            |  |  |             |                                        |             |             |             |  |  |            |                                        |            |            |            |
| Alt        | S Errani (ITA) · J Paolini (ITA)        | 6          | 5          | [10]       |  |  |            | S Errani (ITA) · J Paolini (ITA)        | 64         | 2          |            |  |  |             |                                        |             |             |             |  |  |            |                                        |            |            |            |
| 8          | N Melichar (USA) · A Riske (USA)        | 3          | 7          | [2]        |  |  |            |                                         |            |            |            |  |  |             |                                        |             |             |             |  |  |            |                                        |            |            |            |

### Dolní polovina
| První kolo | První kolo                                | První kolo | První kolo | První kolo |  |  | Druhé kolo | Druhé kolo                                | Druhé kolo | Druhé kolo | Druhé kolo |  |  | Čtvrtfinále | Čtvrtfinále                           | Čtvrtfinále | Čtvrtfinále | Čtvrtfinále |  |  | Semifinále | Semifinále                        | Semifinále | Semifinále | Semifinále |
|            |                                           |            |            |            |  |  |            |                                           |            |            |            |  |  |             |                                       |             |             |             |  |  |            |                                   |            |            |            |
| 7          | G Dabrowski (CAN) · S Fichman (CAN)       | 63         | 4          |            |  |  |            |                                           |            |            |            |  |  |             |                                       |             |             |             |  |  |            |                                   |            |            |            |
|            | L Pigossi (BRA) · L Stefani (BRA)         | 7          | 6          |            |  |  |            | L Pigossi (BRA) · L Stefani (BRA)         | 2          | 6          | [13]       |  |  |             |                                       |             |             |             |  |  |            |                                   |            |            |            |
|            | Ka Plíšková (CZE) · M Vondroušová (CZE)   | 6          | 6          |            |  |  |            | Ka Plíšková (CZE) · M Vondroušová (CZE)   | 6          | 4          | [11]       |  |  |             |                                       |             |             |             |  |  |            |                                   |            |            |            |
|            | J-j Tuan (CHN) · S-s Čeng (CHN)           | 2          | 1          |            |  |  |            |                                           |            |            |            |  |  |             | L Pigossi (BRA) · L Stefani (BRA)     | 1           | 6           | [10]        |  |  |            |                                   |            |            |            |
|            | A Cornet (FRA) · F Ferro (FRA)            | 6          | 6          |            |  |  |            |                                           |            |            |            |  |  | 4           | B Mattek-Sands (USA) · J Pegula (USA) | 6           | 3           | [6]         |  |  |            |                                   |            |            |            |
|            | E Svitolina (UKR) · D Jastremska (UKR)    | 2          | 4          |            |  |  |            | A Cornet (FRA) · F Ferro (FRA)            | 1          | 4          |            |  |  |             |                                       |             |             |             |  |  |            |                                   |            |            |            |
|            | M Linette (POL) · A Rosolska (POL)        | 1          | 3          |            |  |  | 4          | B Mattek-Sands (USA) · J Pegula (USA)     | 6          | 6          |            |  |  |             |                                       |             |             |             |  |  |            |                                   |            |            |            |
| 4          | B Mattek-Sands (USA) · J Pegula (USA)     | 6          | 6          |            |  |  |            |                                           |            |            |            |  |  |             |                                       |             |             |             |  |  |            | L Pigossi (BRA) · L Stefani (BRA) | 5          | 3          |            |
| 5          | Ch-č Čan (TPE) · L Chan (TPE)             | 5          | 6          | [6]        |  |  |            |                                           |            |            |            |  |  |             |                                       |             |             |             |  |  |            | B Bencic (SUI) · V Golubic (SUI)  | 7          | 6          |            |
|            | M Niculescu (ROU) · R Olaru (ROU)         | 7          | 1          | [10]       |  |  |            | M Niculescu (ROU) · R Olaru (ROU)         | 63         | 5          |            |  |  |             |                                       |             |             |             |  |  |            |                                   |            |            |            |
|            | E Perez (AUS) · S Stosur (AUS)            | 4          | 6          | [10]       |  |  |            | E Perez (AUS) · S Stosur (AUS)            | 7          | 7          |            |  |  |             |                                       |             |             |             |  |  |            |                                   |            |            |            |
|            | J Ostapenko (LAT) · A Sevastova (LAT)     | 6          | 1          | [5]        |  |  |            |                                           |            |            |            |  |  |             | E Perez (AUS) · S Stosur (AUS)        | 4           | 4           |             |  |  |            |                                   |            |            |            |
| PR         | G Muguruza (ESP) · C Suárez Navarro (ESP) | 6          | 7          |            |  |  |            |                                           |            |            |            |  |  |             | B Bencic (SUI) · V Golubic (SUI)      | 6           | 6           |             |  |  |            |                                   |            |            |            |
|            | E Mertens (BEL) · A Van Uytvanck (BEL)    | 3          | 64         |            |  |  | PR         | G Muguruza (ESP) · C Suárez Navarro (ESP) | 6          | 1          | [9]        |  |  |             |                                       |             |             |             |  |  |            |                                   |            |            |            |
|            | B Bencic (SUI) · V Golubic (SUI)          | 6          | 65         | [10]       |  |  |            | B Bencic (SUI) · V Golubic (SUI)          | 3          | 6          | [11]       |  |  |             |                                       |             |             |             |  |  |            |                                   |            |            |            |
| 2          | Š Aojama (JPN) · E Šibahara (JPN)         | 4          | 7          | [5]        |  |  |            |                                           |            |            |            |  |  |             |                                       |             |             |             |  |  |            |                                   |            |            |            |

## Seznam kvalifikovaných párů
| Seznam párů ženské čtyřhry                                    | | | | | | | | |
| Poř.                                                          | KŽ                                                                                                 | První deblistka                                                                                    | První deblistka                                                                                    | První deblistka                                                                                    | Druhá deblistka                                                                                    | Druhá deblistka                                                                                    | Druhá deblistka                                                                                    | národní olympijský výbor                                                                           |
| Poř.                                                          | KŽ                                                                                                 | dvouhra                                                                                            | čtyřhra                                                                                            | tenistka                                                                                           | dvouhra                                                                                            | čtyřhra                                                                                            | tenistka                                                                                           | národní olympijský výbor                                                                           |
| Top 10 žebříčku WTA ve čtyřhře                                | | | | | | | | |
| 1.                                                            | 3.                                                                                                 | 11.                                                                                                | 1.                                                                                                 | Barbora Krejčíková                                                                                 | 60.                                                                                                | 2.                                                                                                 | Kateřina Siniaková                                                                                 | Česko                                                                                              |
| 2.                                                            | 27.                                                                                                | 357.                                                                                               | 1.PR(141.)                                                                                         | Jelena Vesninová                                                                                   | 32.                                                                                                | 26.                                                                                                | Veronika Kuděrmetovová                                                                             | Sportovci ROV                                                                                      |
| 3.                                                            | 77.                                                                                                | 59.                                                                                                | 3.                                                                                                 | Kristina Mladenovicová                                                                             | 74.                                                                                                | 125.                                                                                               | Caroline Garciaová                                                                                 | Francie                                                                                            |
| b                                                             | | 62.                                                                                                | 4.                                                                                                 | Sie Šu-wej                                                                                         | | | | Tchaj-wan                                                                                          |
| d                                                             | | 56.                                                                                                | 5.                                                                                                 | Barbora Strýcová                                                                                   | | | | Česko                                                                                              |
| a                                                             | | | 6.                                                                                                 | Tímea Babosová                                                                                     | | | | Maďarsko                                                                                           |
| 4.                                                            | 71.                                                                                                | 17.                                                                                                | 7.                                                                                                 | Elise Mertensová                                                                                   | 64.                                                                                                | 100.                                                                                               | Alison Van Uytvancková                                                                             | Belgie                                                                                             |
| a                                                             | | 4.                                                                                                 | 8.                                                                                                 | Aryna Sabalenková                                                                                  | | | | Bělorusko                                                                                          |
| 5.                                                            | 40.                                                                                                | 1 098.                                                                                             | 9.                                                                                                 | Nicole Melicharováe                                                                                | 31.                                                                                                | 78.                                                                                                | Alison Riskeová                                                                                    | Spojené státy americké                                                                             |
| 6.                                                            | 104.                                                                                               | –                                                                                                  | 9.PR(160.)                                                                                         | Sania Mirzaová                                                                                     | 181.                                                                                               | 95.                                                                                                | Ankita Rainová                                                                                     | Indie                                                                                              |
| 7.                                                            | 30.                                                                                                | –                                                                                                  | 10.                                                                                                | Demi Schuursová                                                                                    | 20.                                                                                                | 109.                                                                                               | Kiki Bertensová                                                                                    | Nizozemsko                                                                                         |
| Přímá účast dle kombinovaného žebříčku                        | | | | | | | | |
| 8.                                                            | 36.                                                                                                | –                                                                                                  | 18.                                                                                                | Latisha Chan                                                                                       | –                                                                                                  | 18.                                                                                                | Čan Chao-čching                                                                                    | Tchaj-wan                                                                                          |
| 9.                                                            | 39.                                                                                                | 269.                                                                                               | 13.                                                                                                | Bethanie Matteková-Sandsová                                                                        | 26.                                                                                                | 57.                                                                                                | Jessica Pegulaová                                                                                  | Spojené státy americké                                                                             |
| 10.                                                           | 40.                                                                                                | 519.                                                                                               | 11.                                                                                                | Gabriela Dabrowská                                                                                 | –                                                                                                  | 29.                                                                                                | Sharon Fichmanová                                                                                  | Kanada                                                                                             |
| 11.                                                           | 43.                                                                                                | 6.                                                                                                 | 656.                                                                                               | Elina Svitolinová                                                                                  | 37.                                                                                                | 138.                                                                                               | Dajana Jastremská                                                                                  | Ukrajina                                                                                           |
| 12.                                                           | 51.                                                                                                | 10.                                                                                                | 68.                                                                                                | Karolína Plíšková                                                                                  | 41.                                                                                                | 122.                                                                                               | Markéta Vondroušová                                                                                | Česko                                                                                              |
| 13.                                                           | 58.                                                                                                | –                                                                                                  | 12.                                                                                                | Sü I-fan                                                                                           | 740.                                                                                               | 46.                                                                                                | Jang Čao-süan                                                                                      | Čína                                                                                               |
| 14.                                                           | 62.                                                                                                | 1.                                                                                                 | 27.                                                                                                | Ashleigh Bartyová                                                                                  | 149.                                                                                               | 61.                                                                                                | Storm Sandersová                                                                                   | Austrálie                                                                                          |
| 15.                                                           | 76.                                                                                                | –                                                                                                  | 22.                                                                                                | Darija Juraková                                                                                    | 54.                                                                                                | 174.                                                                                               | Donna Vekićová                                                                                     | Chorvatsko                                                                                         |
| 16.                                                           | 77.                                                                                                | 43.                                                                                                | 20.                                                                                                | Jeļena Ostapenková                                                                                 | 57.                                                                                                | 209.                                                                                               | Anastasija Sevastovová                                                                             | Lotyšsko                                                                                           |
| 17.                                                           | 81.                                                                                                | 13.                                                                                                | 342.                                                                                               | Garbiñe Muguruzaová                                                                                | 68.PR(138.)                                                                                        | 1 321.                                                                                             | Carla Suárezová Navarrová                                                                          | Španělsko                                                                                          |
| 18.                                                           | 81.                                                                                                | 725.                                                                                               | 38.                                                                                                | Tuan Jing-jing                                                                                     | 51.                                                                                                | 43.                                                                                                | Čeng Saj-saj                                                                                       | Čína                                                                                               |
| 19.                                                           | 83.                                                                                                | 12.                                                                                                | 133.                                                                                               | Belinda Bencicová                                                                                  | 71.                                                                                                | 124.                                                                                               | Viktorija Golubicová                                                                               | Švýcarsko                                                                                          |
| 20.                                                           | 87.                                                                                                | 33.                                                                                                | 357.                                                                                               | Paula Badosová                                                                                     | 54.                                                                                                | 70.                                                                                                | Sara Sorribesová Tormová                                                                           | Španělsko                                                                                          |
| 21.                                                           | 87.                                                                                                | 55.                                                                                                | 33.                                                                                                | Laura Siegemundová                                                                                 | 109.                                                                                               | 54.                                                                                                | Anna-Lena Friedsamová                                                                              | Německo                                                                                            |
| 22.                                                           | 91.                                                                                                | –                                                                                                  | 40.                                                                                                | Ioana Raluca Olaruová                                                                              | 191.                                                                                               | 51.                                                                                                | Monica Niculescuová                                                                                | Rumunsko                                                                                           |
| 23.                                                           | 93.                                                                                                | 897.                                                                                               | 45.                                                                                                | Nadija Kičenoková                                                                                  | –                                                                                                  | 48.                                                                                                | Ljudmyla Kičenoková                                                                                | Ukrajina                                                                                           |
| Přímá účast dle kombinovaného žebříčku se singlovou prioritou | | | | | | | | |
| 24.                                                           | 111.                                                                                               | 85                                                                                                 | 53.                                                                                                | Nina Stojanovićová                                                                                 | 246                                                                                                | 58                                                                                                 | Aleksandra Krunićová                                                                               | Srbsko                                                                                             |
| 25.                                                           | 112.                                                                                               | 49.                                                                                                | 629.                                                                                               | Fiona Ferrová                                                                                      | 63.                                                                                                | 172.                                                                                               | Alizé Cornetová                                                                                    | Francie                                                                                            |
| 26.                                                           | 121.                                                                                               | 921.                                                                                               | 56.                                                                                                | Makoto Ninomijová                                                                                  | 84.                                                                                                | 65.                                                                                                | Nao Hibinová                                                                                       | Japonsko                                                                                           |
| 27.                                                           | 132.                                                                                               | 44.                                                                                                | 87.                                                                                                | Magda Linetteová                                                                                   | –                                                                                                  | 88.                                                                                                | Alicja Rosolská                                                                                    | Polsko                                                                                             |
| 28.                                                           | 136.                                                                                               | 229.                                                                                               | 50.                                                                                                | Ellen Perezová                                                                                     | 145.                                                                                               | 86.                                                                                                | Samantha Stosurová                                                                                 | Austrálie                                                                                          |
| Další startující                                              | | | | | | | | |
| 29.                                                           | 165.                                                                                               | 446.                                                                                               | 28.                                                                                                | Giuliana Olmosová                                                                                  | 137.                                                                                               | 245.                                                                                               | Renata Zarazúová                                                                                   | Mexiko                                                                                             |
| 30.                                                           | 213.                                                                                               | 788.                                                                                               | 23.                                                                                                | Luisa Stefaniová                                                                                   | 314.                                                                                               | 190.                                                                                               | Laura Pigossiová                                                                                   | Brazílie                                                                                           |
| 31.                                                           | 364.                                                                                               | –                                                                                                  | 175.                                                                                               | Sie Jü-ťie                                                                                         | 515.                                                                                               | 189.                                                                                               | Su Čche-jü                                                                                         | Tchaj-wan                                                                                          |
| Náhradnice                                                    | | | | | | | | |
| Alt                                                           | 194.                                                                                               | 87.                                                                                                | 164.                                                                                               | Jasmine Paoliniová                                                                                 | 107.                                                                                               | 156.                                                                                               | Sara Erraniová                                                                                     | Itálie                                                                                             |
| Pořadatelský stát                                             | | | | | | | | |
| P1                                                            | 28.                                                                                                | 1 354.                                                                                             | 14.                                                                                                | Šúko Aojamová                                                                                      | 492.                                                                                               | 14.                                                                                                | Ena Šibaharaová                                                                                    | Japonsko                                                                                           |
| Legenda                                                       | | | | | | | | |
| a                                                             | hráčka nestartovala pro zranění, z vlastního rozhodnutí či nebyla vybrána národní řídící autoritou | hráčka nestartovala pro zranění, z vlastního rozhodnutí či nebyla vybrána národní řídící autoritou | hráčka nestartovala pro zranění, z vlastního rozhodnutí či nebyla vybrána národní řídící autoritou | hráčka nestartovala pro zranění, z vlastního rozhodnutí či nebyla vybrána národní řídící autoritou | hráčka nestartovala pro zranění, z vlastního rozhodnutí či nebyla vybrána národní řídící autoritou | hráčka nestartovala pro zranění, z vlastního rozhodnutí či nebyla vybrána národní řídící autoritou | hráčka nestartovala pro zranění, z vlastního rozhodnutí či nebyla vybrána národní řídící autoritou | hráčka nestartovala pro zranění, z vlastního rozhodnutí či nebyla vybrána národní řídící autoritou |
| b                                                             | hráčka nestartovala pro nízký počet nominací v Billie Jean King Cupu                               | hráčka nestartovala pro nízký počet nominací v Billie Jean King Cupu                               | hráčka nestartovala pro nízký počet nominací v Billie Jean King Cupu                               | hráčka nestartovala pro nízký počet nominací v Billie Jean King Cupu                               | hráčka nestartovala pro nízký počet nominací v Billie Jean King Cupu                               | hráčka nestartovala pro nízký počet nominací v Billie Jean King Cupu                               | hráčka nestartovala pro nízký počet nominací v Billie Jean King Cupu                               | hráčka nestartovala pro nízký počet nominací v Billie Jean King Cupu                               |
| d                                                             | hráčka nestartovala pro ukončení kariéry                                                           | hráčka nestartovala pro ukončení kariéry                                                           | hráčka nestartovala pro ukončení kariéry                                                           | hráčka nestartovala pro ukončení kariéry                                                           | hráčka nestartovala pro ukončení kariéry                                                           | hráčka nestartovala pro ukončení kariéry                                                           | hráčka nestartovala pro ukončení kariéry                                                           | hráčka nestartovala pro ukončení kariéry                                                           |
| e                                                             | hráčka obdržela povolení startu od ITF i přes nesplnění kritérií účasti v Billie Jean King Cupu    | hráčka obdržela povolení startu od ITF i přes nesplnění kritérií účasti v Billie Jean King Cupu    | hráčka obdržela povolení startu od ITF i přes nesplnění kritérií účasti v Billie Jean King Cupu    | hráčka obdržela povolení startu od ITF i přes nesplnění kritérií účasti v Billie Jean King Cupu    | hráčka obdržela povolení startu od ITF i přes nesplnění kritérií účasti v Billie Jean King Cupu    | hráčka obdržela povolení startu od ITF i přes nesplnění kritérií účasti v Billie Jean King Cupu    | hráčka obdržela povolení startu od ITF i přes nesplnění kritérií účasti v Billie Jean King Cupu    | hráčka obdržela povolení startu od ITF i přes nesplnění kritérií účasti v Billie Jean King Cupu    |
| PR                                                            | hráčka nastoupila pod žebříčkovou ochranou                                                         | hráčka nastoupila pod žebříčkovou ochranou                                                         | hráčka nastoupila pod žebříčkovou ochranou                                                         | hráčka nastoupila pod žebříčkovou ochranou                                                         | hráčka nastoupila pod žebříčkovou ochranou                                                         | hráčka nastoupila pod žebříčkovou ochranou                                                         | hráčka nastoupila pod žebříčkovou ochranou                                                         | hráčka nastoupila pod žebříčkovou ochranou                                                         |